# Nærøya
Nærøya è un'isola norvegese facente parte dell'arcipelago delle Vesterålen, nel mar di Norvegia, appena più a nord del circolo polare artico. L'isola è semi-disabitata con i pochi abitanti concentrati nel villaggio di Finvåg. A partire dal 1868 nel villaggio di Finvåg è presente un collegio scolastico; restaurato nel 1989 attualmente è adibito a foresteria.
L'isola è interamente compresa nel territorio del comune di Øksnes, sebbene questo si estenda principalmente sull'isola di Langøya.
Nærøya è situata a sud ovest rispetto all'isola di Dyrøya e a sud rispetto a Tindsøya. Il gruppo delle tre isole minori è collocato in un'insenatura nella parte nord occidentale dell'isola di Langøya. Non esistono collegamenti stradali con le isole circostanti.
Tra le tre isole minori delle Vesterålen, Nærøya è quella caratterizzata da una morfologia meno aspra; il rilievo più alto dell'isola supera di poco i 100 m di altitudine.
Si ritiene che il nome dell'isola derivi da quello della divinità della mitologia norrena Njörðr.